# Fynsk Foraar
Fynsk Foraar for solister, kor og orkester, opus 42, er Carl Nielsens sidste store korværk. Kantaten er skrevet i 1921 til en prisbelønnet tekst af Aage Berntsen og blev uropført i Odense Kvæghal under det 3die Landssangstævne den 8. juli 1922, under ledelse af af Georg Høeberg.
Værket består af 11 satser og indeholder blandt andet sangen Den milde Dag er lys og lang.

## Baggrund
Arbejdet med denne komposition startede omkring slutningen af 1. verdenskrig.Værket var et bestillingsværk fra Dansk Korforening som ønskede at Carl Nielsen skulle skrive musikken til et nyt dansk korværk, som skulle hylde de nationale værdier.[kilde mangler]
Han fik hjælp fra Nancy Dalberg.

## Musikken
Fynsk Foraar er, især i Danmark, Carl Nielsens mest populære korværk. Han gav det selv undertitlen "Lyric Humoresque", som en beskrivelse for dets enkle, folk-lignende formsprog og dets kompakte form. Det Indeholder sopran-, tenor- og baryton-solister, et fire-delt kor, et børnekor samt et lille kammerorkester. Den 18 minutter lange kantate består af flere uafhængige sektioner bundet sammen med orkestrale overgange. Korteksten er i vid udstrækning diatonisk og homofonisk. Solo-melodistykkerne indeholder hyppige tonalitetsskift mellem dur og mol.
Værket betegnes ofte som det mest danskprægede af alle Nielsens kompositioner, hvilket skyldes at teksten til kor og solister forherliger et landskab fuldt af græs, åkander og krogede æbletræer i blomst.
Kantaten er inddelt i følgende satser:
- Som en græsgrøn plet
- Å se, nu kommer våren
- Den milde dag er lys og lang
- Der har vi den aldrende sol igen
- Til dansen går pigerne arm i arm
- Jeg tænder min pibe i aftenfred
- Og månen jeg ser
- Den blinde spillemand
- Nu vil vi ud og lege
- De gamle
- Dansevisen

## Eksterne links
- Link til Carl Nielsen Udgavens praktisk/videnskabelige digitale udgave:

- Carl Nielsens Kantater 1

- Fynsk Foraar, Op.42: Forord og indledning på side xxvii; Trykte noder på side 135) Arkiveret 16. oktober 2014 hos  Wayback Machine